# Litsea habbemensis
Litsea habbemensis är en lagerväxtart som beskrevs av C. K. Allen. Litsea habbemensis ingår i släktet Litsea och familjen lagerväxter. Inga underarter finns listade i Catalogue of Life.